# Tomoaki Matsukawa
Tomoaki Matsukawa (松川 友明, Matsukawa Tomoaki) est un footballeur japonais né le 18 avril 1973.